# Bernhard von Loßberg (General, 1802)
Bernhard Theodor Friedrich von Loßberg (* 29. Januar 1802 in Rotenburg an der Fulda; † 29. August 1869 in Kassel) war Generalleutnant in der Hessen-kasselschen Armee.

## Leben
Bernhard von Loßberg wurde als Sohn des kurhessischen Majors Karl Jeremias von Loßberg (1759–1804) und dessen Ehefrau Henriette von Kospoth (1766–1839) geboren und wuchs mit seinen Geschwistern Dorothea (1796–1803), Julius (1797–1812, gefallen als Lieutenant bei Smolensk), Christiane (1798–1884, ⚭ Carl Wilhelm Friedrich August Freiherr von Münchhausen), Heinrich (1800–1866, Landrat) und Karl (1802–1885, Generalleutnant, „der schwarze Loßberg“ genannt) auf.
Nach einem Studium an der Georg-August-Universität Göttingen und der Universität Marburg trat er 1821 in das Gardejägerbataillon Kassel ein, wurde 1831 Bataillonsadjutant, 1833 Premier-Lieutenant im Leibgarderegiment  Kassel
und stieg 1850 bis zum Bataillonskommandeur auf. 1852 wurde er Kommandeur des Leib-Garde-Regiments und 1854 Generalmajor und Kommandeur  der 1. Infanterie-Brigade.
1864 erhielt er als Generalleutnant das Kommando über die Infanterie-Division. Zur besseren Unterscheidung von seinem Bruder Karl erhielt er den Namen „der blonde Loßberg“.
Im Dezember 1865 ging von Loßberg in Pension.

## Familie
Am 2. September 1829 heiratete er in Kassel Cordela von Haynau (1812–1886), mit der er die Kinder Wilhelm (1830–1910, preußischer Oberst), Friedrich Heinrich (1832–1877, Premier Lieutenant im Garde du Corps in Kassel) Karl August (1834–1870, Adjutant des Jäger-Bataillons in Kassel), Victor (1835–1903, Generalmajor), Moritz (1836–1899, nach Australien ausgewandert), Auguste (1837–1912, ⚭ Freiherr Arthur von Bodenhausen), Rudolph (1843–1880, preußischer Hauptmann), August Albrecht (1844–1864, kurhessischer Seconde-Lieutenant), Maria Theresia (1848–1929, ⚭  Gustav Buderus von Carlshausen) und Clothilde (1857–1948, Stiftsdame) hervor.

## Auszeichnungen
- 1851 Ritter des Wilhelmsordens